# After the End (альбом)
After the End — студийный альбом американской инди-рок группы Merchandise из Тампы (Флорида). Он был выпущен 25 августа 2014 года на лейбле 4AD Records. Это был первый альбом флоридского трио, выпущенный крупным звукозаписывающим лейблом, и он положил начало, по словам группы, «новой группе практически с тем же названием».

## Отзывы
| Совокупная оценка      | Совокупная оценка |
| Источник               | Оценка            |
| ---------------------- | ----------------- |
| AnyDecentMusic?        | 6.8/10            |
| Metacritic             | 74/100            |
| Оценки критиков        |                   |
| Источник               | Оценка            |
| AllMusic               | [ 1 ]             |
| Creative Loafing Tampa | [ 5 ]             |
| The Guardian           | [ 6 ]             |
| Mojo                   | [ 4 ]             |
| NME                    | [ 7 ]             |
| The Observer           | [ 8 ]             |
| Pitchfork              | 7/10              |
| Q                      | [ 4 ]             |
| Rolling Stone          | [ 10 ]            |
| Spectrum Culture       | 1.25/5            |

Альбом получил положительные отзывы от музыкальных критиков. Критик AllMusic Тимоти Монгер оценил альбом на 4 из 5 и отметил, что «Merchandise знают, что делают, и в своем стремлении создать то, что они называют „официальной поп-записью“, они выдвинулись на передний план со стильным, хорошо продуманным и, да, приятным производным набором. На альбоме After the End альтернативный рок Merchandise, явно звучащий в британском стиле, альтернативного рока эпохи Рейгана (до того, как его сократили до альт-рока), на 100 процентов продуман и примерно на 80 процентов великолепен. Хотя он вряд ли определит свою собственную эпоху, он с большим эффектом использует некоторые классические элементы предыдущей эпохи, а также первоклассное песенное мастерство».

## Итоговые списки
| Публикация           | Ранг |
| -------------------- | ---- |
| Consequence of Sound | 50   |
| Crack Magazine       | 88   |
| The Guardian         | 22   |
| NME                  | 7    |
| Stereogum            | 10   |
| Uncut                | 32   |

## Список композиций
| №   | Название                  | Длительность |
| --- | ------------------------- | ------------ |
| 1.  | «Corridor»                | 2:46         |
| 2.  | «Enemy»                   | 2:49         |
| 3.  | «True Monument»           | 4:59         |
| 4.  | «Green Lady»              | 4:28         |
| 5.  | «Life Outside the Mirror» | 4:55         |
| 6.  | «Telephone»               | 4:05         |
| 7.  | «Little Killer»           | 3:05         |
| 8.  | «Looking Glass Waltz»     | 4:01         |
| 9.  | «After the End»           | 6:55         |
| 10. | «Exile and Ego»           | 4:34         |

## Чарты
| Чарт (2014)                            | Высшая позиция |
| -------------------------------------- | -------------- |
| США (Billboard Top Heatseekers Albums) | 7              |